# Úszás a 2014. évi nyári ifjúsági olimpiai játékokon
A 2014. évi nyári ifjúsági olimpiai játékokon az úszás versenyeinek a Nankingi Olimpiai Sportközpont adott otthont augusztus 17. és 22. között. A fiúknál és a lányoknál is 17–17 versenyszámot rendeztek, ezenkívül két olyan versenyszám volt, amelyben fiú és lány úszók is szerepeltek. Összesen 36 ifjúsági olimpiai bajnokot avattak.

## Naptár
A naptárat az olimpia szervezőbizottsága bocsátotta ki.
Az időpontok helyi idő szerint (UTC+8) értendők.
| E | Előfutam | ½ | Elődöntő | D | Döntő |

| Dátum →                     | 17  | 17  | 18  | 18  | 19  | 19  | 20  | 20  | 21  | 21  | 22  | 22  |
| Versenyszám ↓               | De. | Du. | De. | Du. | De. | Du. | De. | Du. | De. | Du. | De. | Du. |
| --------------------------- | --- | --- | --- | --- | --- | --- | --- | --- | --- | --- | --- | --- |
| Fiú 50 m gyors              |     |     |     |     | E   | ½   |     | D   |     |     |     |     |
| Fiú 100 m gyors             |     |     |     |     |     |     |     |     | E   | ½   |     | D   |
| Fiú 200 m gyors             |     |     | E   | D   |     |     |     |     |     |     |     |     |
| Fiú 400 m gyors             | E   | D   |     |     |     |     |     |     |     |     |     |     |
| Fiú 800 m gyors             |     |     |     |     |     |     |     |     | E1  | E2  |     |     |
| Fiú 50 m hát                |     |     |     |     | E   | ½   |     | D   |     |     |     |     |
| Fiú 100 m hát               | E   | ½   |     | D   |     |     |     |     |     |     |     |     |
| Fiú 200 m hát               |     |     |     |     |     |     |     |     |     |     | E   | D   |
| Fiú 50 m mell               |     |     |     |     |     |     |     |     | E   | ½   |     | D   |
| Fiú 100 m mell              | E   | ½   |     | D   |     |     |     |     |     |     |     |     |
| Fiú 200 m mell              |     |     |     |     |     |     | E   | D   |     |     |     |     |
| Fiú 50 m pillangó           |     |     |     |     |     |     | E   | ½   |     | D   |     |     |
| Fiú 100 m pillangó          |     |     | E   | ½   |     | D   |     |     |     |     |     |     |
| Fiú 200 m pillangó          |     |     |     |     |     |     |     |     |     |     | E   | D   |
| Fiú 200 m vegyes            |     |     | E   | D   |     |     |     |     |     |     |     |     |
| Fiú 4×100 m gyors váltó     |     |     |     |     | E   | D   |     |     |     |     |     |     |
| Fiú 4×100 m vegyes váltó    |     |     |     |     |     |     | E   | D   |     |     |     |     |
| Dátum →                     | 17  | 17  | 18  | 18  | 19  | 19  | 20  | 20  | 21  | 21  | 22  | 22  |
| Versenyszám ↓               | De. | Du. | De. | Du. | De. | Du. | De. | Du. | De. | Du. | De. | Du. |
| Lány 50 m gyors             |     |     |     |     |     |     |     |     | E   | ½   |     | D   |
| Lány 100 m gyors            |     |     | E   | ½   |     | D   |     |     |     |     |     |     |
| Lány 200 m gyors            |     |     |     |     |     |     | E   | D   |     |     |     |     |
| Lány 400 m gyors            |     |     |     |     |     |     |     |     |     |     | E   | D   |
| Lány 800 m gyors            |     |     |     |     | E1  | E2  |     |     |     |     |     |     |
| Lány 50 m hát               |     |     |     |     |     |     | E   | ½   |     | D   |     |     |
| Lány 100 m hát              | E   | ½   |     | D   |     |     |     |     |     |     |     |     |
| Lány 200 m hát              |     |     |     |     | E   | D   |     |     |     |     |     |     |
| Lány 50 m mell              | E   | ½   |     | D   |     |     |     |     |     |     |     |     |
| Lány 100 m mell             |     |     |     |     | E   | ½   |     | D   |     |     |     |     |
| Lány 200 m mell             |     |     |     |     |     |     |     |     |     |     | E   | D   |
| Lány 50 m pillangó          |     |     |     |     | E   | ½   |     | D   |     |     |     |     |
| Lány 100 m pillangó         |     |     |     |     |     |     |     |     | E   | ½   |     | D   |
| Lány 200 m pillangó         |     |     | E   | D   |     |     |     |     |     |     |     |     |
| Lány 200 m vegyes           | E   | D   |     |     |     |     |     |     |     |     |     |     |
| Lány 4×100 m gyors váltó    |     |     |     |     |     |     |     |     | E   | D   |     |     |
| Lány 4×100 m medley váltó   |     |     | E   | D   |     |     |     |     |     |     |     |     |
| Vegyes 4×100 m gyors váltó  | E   | D   |     |     |     |     |     |     |     |     |     |     |
| Vegyes 4×100 m vegyes váltó |     |     |     |     |     |     |     |     |     |     | E   | D   |

## Éremtáblázat
(A táblázatokban Magyarország és a rendező ország eltérő háttérszínnel, az egyes számoszlopok legmagasabb értéke vastagítással kiemelve.)
| A 2014. évi nyári ifjúsági olimpiai játékok éremtáblázata úszásban | A 2014. évi nyári ifjúsági olimpiai játékok éremtáblázata úszásban | A 2014. évi nyári ifjúsági olimpiai játékok éremtáblázata úszásban | A 2014. évi nyári ifjúsági olimpiai játékok éremtáblázata úszásban | A 2014. évi nyári ifjúsági olimpiai játékok éremtáblázata úszásban | Olimpia  |
| ------------------------------------------------------------------ | ------------------------------------------------------------------ | ------------------------------------------------------------------ | ------------------------------------------------------------------ | ------------------------------------------------------------------ | -------- |
|                                                                    | Ország                                                             | Arany                                                              | Ezüst                                                              | Bronz                                                              | Összesen |
| 1.                                                                 | Kína (CHN)                                                         | 10                                                                 | 5                                                                  | 2                                                                  | 17       |
| 2.                                                                 | Oroszország (RUS)                                                  | 6                                                                  | 4                                                                  | 3                                                                  | 13       |
| 3.                                                                 | Magyarország (HUN)                                                 | 4                                                                  | 1                                                                  | 3                                                                  | 8        |
| 4.                                                                 | Olaszország (ITA)                                                  | 4                                                                  | 1                                                                  | 2                                                                  | 7        |
| 5.                                                                 | Egyesült Államok (USA)                                             | 3                                                                  | 0                                                                  | 1                                                                  | 4        |
| 6.                                                                 | Ukrajna (UKR)                                                      | 2                                                                  | 1                                                                  | 1                                                                  | 4        |
| 7.                                                                 | Litvánia (LTU)                                                     | 2                                                                  | 1                                                                  | 0                                                                  | 3        |
| 8.                                                                 | Nagy-Britannia (GBR)                                               | 1                                                                  | 3                                                                  | 1                                                                  | 5        |
| 9.                                                                 | Brazília (BRA)                                                     | 1                                                                  | 2                                                                  | 0                                                                  | 3        |
| 10.                                                                | Hollandia (NED)                                                    | 1                                                                  | 1                                                                  | 1                                                                  | 3        |
| 11.                                                                | Egyiptom (EGY)                                                     | 1                                                                  | 0                                                                  | 0                                                                  | 1        |
| 11.                                                                | Horvátország (CRO)                                                 | 1                                                                  | 0                                                                  | 0                                                                  | 1        |
| 11.                                                                | Japán (JPN)                                                        | 1                                                                  | 0                                                                  | 0                                                                  | 1        |
| 11.                                                                | Vietnám (VIE)                                                      | 1                                                                  | 0                                                                  | 0                                                                  | 1        |
|                                                                    |                                                                    |                                                                    |                                                                    |                                                                    |          |
| 15.                                                                | Németország (GER)                                                  | 0                                                                  | 3                                                                  | 4                                                                  | 7        |
| 16.                                                                | Venezuela (VEN)                                                    | 0                                                                  | 2                                                                  | 1                                                                  | 3        |
| 17.                                                                | Hongkong (HKG)                                                     | 0                                                                  | 2                                                                  | 0                                                                  | 2        |
| 18.                                                                | Ausztrália (AUS)                                                   | 0                                                                  | 1                                                                  | 9                                                                  | 10       |
| 19.                                                                | Spanyolország (ESP)                                                | 0                                                                  | 1                                                                  | 1                                                                  | 2        |
| 19.                                                                | Trinidad és Tobago (TRI)                                           | 0                                                                  | 1                                                                  | 1                                                                  | 2        |
| 21.                                                                | Dél-Korea (KOR)                                                    | 0                                                                  | 1                                                                  | 0                                                                  | 1        |
| 21.                                                                | Görögország (GRE)                                                  | 0                                                                  | 1                                                                  | 0                                                                  | 1        |
| 21.                                                                | Salvador (ESA)                                                     | 0                                                                  | 1                                                                  | 0                                                                  | 1        |
| 21.                                                                | Svájc (SUI)                                                        | 0                                                                  | 1                                                                  | 0                                                                  | 1        |
| 21.                                                                | Thaiföld (THA)                                                     | 0                                                                  | 1                                                                  | 0                                                                  | 1        |
|                                                                    |                                                                    |                                                                    |                                                                    |                                                                    |          |
| 26.                                                                | Norvégia (NOR)                                                     | 0                                                                  | 0                                                                  | 2                                                                  | 2        |
| 26.                                                                | Új-Zéland (NZL)                                                    | 0                                                                  | 0                                                                  | 2                                                                  | 2        |
| 28.                                                                | Bahama-szigetek (BAH)                                              | 0                                                                  | 0                                                                  | 1                                                                  | 1        |
| 28.                                                                | Szlovénia (SLO)                                                    | 0                                                                  | 0                                                                  | 1                                                                  | 1        |
|                                                                    |                                                                    |                                                                    |                                                                    |                                                                    |          |
| Összesen                                                           | Összesen                                                           | 38                                                                 | 34                                                                 | 36                                                                 | 108      |

## Érmesek

### Fiú
| A 2014. évi nyári ifjúsági olimpiai játékok érmesei fiú úszásban |                                                                                            |             |                                                                                               |         |                                                                                           |         |
| Versenyszám                                                      | Arany                                                                                      | Arany       | Ezüst                                                                                         | Ezüst   | Bronz                                                                                     | Bronz   |
| 50 m gyors                                                       | Yu Hexin · Kína (CHN)                                                                      | 22,00 WJR   | Matheus Santana · Brazília (BRA)                                                              | 22,43   | Dylan Carter · Trinidad és Tobago (TRI)                                                   | 22,53   |
| 100 m gyors                                                      | Matheus Santana · Brazília (BRA)                                                           | 48,25 WJR   | Yu Hexin · Kína (CHN)                                                                         | 49,06   | Damian Wierling · Németország (GER)                                                       | 49,07   |
| 200 m gyors                                                      | Nicolangelo di Fabio · Olaszország (ITA)                                                   | 1:48,45     | Kyle Stolk · Hollandia (NED)                                                                  | 1:48,59 | Damian Wierling · Németország (GER)                                                       | 1:48,91 |
| 400 m gyors                                                      | Mihajlo Romancsuk · Ukrajna (UKR)                                                          | 3:49,76     | Marcelo Alberto Acosta · Salvador (ESA)                                                       | 3:51,32 | Henrik Christiansen · Norvégia (NOR)                                                      | 3:51,55 |
| 800 m gyors                                                      | Akram Ahmed · Egyiptom (EGY)                                                               | 7:54,29     | Mihajlo Romancsuk · Ukrajna (UKR)                                                             | 7:56,34 | Henrik Christiansen · Norvégia (NOR)                                                      | 7:57,07 |
| 50 m hát                                                         | Jevgenyij Rilov · Oroszország (RUS)                                                        | 25,09       | Aposztolosz Hrisztu · Görögország (GRE)                                                       | 25,44   | Simone Sabbioni · Olaszország (ITA)                                                       | 25,47   |
| 100 m hát                                                        | Jevgenyij Rilov · Oroszország (RUS) · Simone Sabbioni · Olaszország (ITA)                  | 54,24       | nem adták ki                                                                                  |         | Li Guangyuan · Kína (CHN)                                                                 | 54,56   |
| 200 m hát                                                        | Li Guangyuan · Kína (CHN)                                                                  | 1:56,94 WJR | Jevgenyij Rilov · Oroszország (RUS)                                                           | 1:57,08 | Luke Greenbank · Nagy-Britannia (GBR)                                                     | 1:59,03 |
| 50 m mell                                                        | Nikola Obrovac · Horvátország (CRO)                                                        | 27,83       | Carlos Claverie · Venezuela (VEN)                                                             | 27,94   | Anton Chupkov · Oroszország (RUS)                                                         | 28,43   |
| 100 m mell                                                       | Anton Chupkov · Oroszország (RUS)                                                          | 1:01,29     | Maximilian Pilger · Németország (GER)                                                         | 1:01,51 | Carlos Claverie · Venezuela (VEN)                                                         | 1:01,56 |
| 200 m mell                                                       | Vatanabe Ippei · Japán (JPN)                                                               | 2:11,31     | Carlos Claverie · Venezuela (VEN)                                                             | 2:11,74 | Anton Chupkov · Oroszország (RUS)                                                         | 2:11,87 |
| 50 m pillangó                                                    | Yu Hexin · Kína (CHN)                                                                      | 23,69       | Dylan Carter · Trinidad és Tobago (TTO)                                                       | 23,81   | Mathys Goosen · Hollandia (NED)                                                           | 24,13   |
| 100 m pillangó                                                   | Li Zhuhao · Kína (CHN)                                                                     | 52,94       | Aleksandr Sadovnikov · Oroszország (RUS)                                                      | 52,97   | Nicholas Brown · Ausztrália (AUS)                                                         | 53,18   |
| 200 m pillangó                                                   | Kenderesi Tamás · Magyarország (HUN)                                                       | 1:55,95 WJR | Grátz Benjámin · Magyarország (HUN)                                                           | 1:57,71 | Giacomo Carini · Olaszország (ITA)                                                        | 1:58,14 |
| 200 m vegyes                                                     | Grátz Benjámin · Magyarország (HUN)                                                        | 2:01,08     | Povilas Strazdas · Litvánia (LTU)                                                             | 2:02,32 | Szabó Norbert · Magyarország (HUN)                                                        | 2:02,47 |
| 4×100 m gyorsúszás váltó                                         | Nagy-Britannia (GBR) · Duncan Scott · Martyn Walton · Luke Greenbank · Miles Munro         | 3:21,19     | Olaszország (ITA) · Alessandro Bori · Nicolangelo Di Fabio · Giacomo Carini · Simone Sabbioni | 3:22,29 | Németország (GER) · Marek Ulrich · Damian Wierling · Alexander Kunert · Maximilian Pilger | 3:22,93 |
| 4×100 m vegyesúszás váltó                                        | Oroszország (RUS) · Jevgenyij Rilov · Aleksandr Sadovnikov · Anton Chupkov · Filipp Shopin | 3:38,02     | Németország (GER) · Maximilian Pilger · Damian Wierling · Alexander Kunert · Marek Ulrich     | 3:39,30 | Ausztrália (AUS) · Grayson Bell · Kyle Chalmers · Nicholas Brown · Nic Groenewald         | 3:40,68 |

### Lány
| A 2014. évi nyári ifjúsági olimpiai játékok érmesei lány úszásban |                                                                                              |             | |         | |         |
| Versenyszám                                                       | Arany                                                                                        | Arany       | Ezüst | Ezüst   | Bronz | Bronz   |
| 50 m gyors                                                        | Rozaliya Nasretdinova · Oroszország (RUS)                                                    | 24,88 WJR   | Ami Matsuo · Ausztrália (AUS) | 25,27   | Daria Ustinova · Oroszország (RUS)                                                                                | 25,56   |
| 100 m gyors                                                       | Shen Duo · Kína (CHN)                                                                        | 53,84       | Siobhan Bernadette Haughey · Hongkong (HKG)                                                                                           | 54,61   | Qiu Yuhan · Kína (CHN)                                                                                            | 54,66   |
| 200 m gyors                                                       | Shen Duo · Kína (CHN)                                                                        | 1:56,12     | Qiu Yuhan · Kína (CHN) | 1:56,82 | Brianna Throssell · Ausztrália (AUS)                                                                              | 1:58,57 |
| 400 m gyors                                                       | Hannah Moore · Egyesült Államok (USA)                                                        | 4:11,05     | Sarisa Suwannachet · Thaiföld (THA)                                                                                                   | 4:11,23 | Kathrin Demler · Németország (GER)                                                                                | 4:11,25 |
| 800 m gyors                                                       | Simona Quadarella · Olaszország (ITA)                                                        | 8:35,39     | Jimena Perez Blanco · Spanyolország (ESP)                                                                                             | 8:36,95 | Joanna Evans · Bahama-szigetek (BAH)                                                                              | 8:39,75 |
| 50 m hát                                                          | Maaike de Waard · Hollandia (NED)                                                            | 28,36       | Jessica Fullalove · Nagy-Britannia (GBR)                                                                                              | 28,66   | Gabrielle Fa'amausili · Új-Zéland (NZL)                                                                           | 28,69   |
| 100 m hát                                                         | Clara Smiddy · Egyesült Államok (USA)                                                        | 1:01,22     | Jessica Fullalove · Nagy-Britannia (GBR)                                                                                              | 1:01,23 | Bobbi Gichard · Új-Zéland (NZL)                                                                                   | 1:01,25 |
| 200 m hát                                                         | Ambra Esposito · Olaszország (ITA) · Hannah Moore · Egyesült Államok (USA)                   | 2:10.42     | nem adták ki |         | Africa Zamorano Sanz · Spanyolország (ESP)                                                                        | 2:11.94 |
| 50 m mell                                                         | Rūta Meilutytė · Litvánia (LTU)                                                              | 30,14       | Julia Willers · Németország (GER) | 31,78   | Sztankovics Anna · Magyarország (HUN)                                                                             | 31,84   |
| 100 m mell                                                        | Rūta Meilutytė · Litvánia (LTU)                                                              | 1:05,39     | He Yun · Kína (CHN) | 1:07,49 | Anastasiya Malyavina · Ukrajna (UKR)                                                                              | 1:08,16 |
| 200 m mell                                                        | Anastasiya Malyavina · Ukrajna (UKR)                                                         | 2:26,43     | Yang Jiwon · Dél-Korea (KOR) | 2:27,31 | Sztankovics Anna · Magyarország (HUN)                                                                             | 2:27,66 |
| 50 m pillangó                                                     | Rozaliya Nasretdinova · Oroszország (RUS)                                                    | 26,26       | Svenja Stoffel · Svájc (SUI) | 26,62   | Nastja Govejsek · Szlovénia (SLO)                                                                                 | 26,70   |
| 100 m pillangó                                                    | Szilágyi Liliána · Magyarország (HUN)                                                        | 57,67       | Zhang Yufei · Kína (CHN) | 57,95   | Brianna Throssell · Ausztrália (AUS)                                                                              | 59,12   |
| 200 m pillangó                                                    | Szilágyi Liliána · Magyarország (HUN)                                                        | 2:06,59     | Zhang Yufei · Kína (CHN) | 2:08,22 | Brianna Throssell · Ausztrália (AUS)                                                                              | 2:09,65 |
| 200 m vegyes                                                      | Nguyen Thi Anh Vien · Vietnám (VIE)                                                          | 2:12,66     | Siobhan Bernadette Haughey · Hongkong (HKG)                                                                                           | 2:13,21 | Meghan Small · Egyesült Államok (USA)                                                                             | 2:14,01 |
| 4×100 m gyorsúszás váltó                                          | Kína (CHN) · Qiu Yuhan (54,93) · He Yun (58,58) · Zhang Yufei (54,09) · Shen Duo (53,59)     | 3:41,19     | Oroszország (RUS) · Rozaliya Nasretdinova (55,65) · Daria Ustinova (54,85) · Irina Prikhodko (56,52) · Daria Mullakaeva (55,37)       | 3:42,39 | Ausztrália (AUS) · Brianna Throssell (55,78) · Ella Bond (57,31) · Amy Forrester (57,42) · Ami Matsuo (53,93)     | 3:44,44 |
| 4×100 m vegyesúszás váltó                                         | Kína (CHN) · Qiu Yuhan (1:02,26) · He Yun (1:08,73) · Zhang Yufei (58,56) · Shen Duo (54,03) | 4:03,58 WJR | Nagy-Britannia (GBR) · Jessica Fullalove (1:01,74) · Georgina Evans (1:08,96) · Charlotte Atkinson (1:00,13) · Amelia Maughan (54,92) | 4:05,75 | Ausztrália (AUS) · Amy Forrester (1:02,83) · Ella Bond (1:10,16) · Brianna Throssell (59,22) · Ami Matsuo (54,17) | 4:06,38 |

### Vegyes
| Versenyszám               | Arany                                                                                         | Arany       | Ezüst | Ezüst   | Bronz | Bronz   |
| ------------------------- | --------------------------------------------------------------------------------------------- | ----------- | --- | ------- | --- | ------- |
| 4×100 m gyorsúszás váltó  | Kína (CHN) · Li Guangyuan (50,94) · Qiu Yuhan (54,04) · Yu Hexin (48,61) · Shen Duo (53,43)   | 3:27,02 WJR | Brazília (BRA) · Luiz Altamir (50,90) · Natalia de Luccas (57,07) · Matheus Santana (47,73) · Giovanna Diamante (55,85)         | 3:31,55 | Ausztrália (AUS) · Kyle Chalmers (50,35) · Ami Matsuo (54,35) · Brianna Throssel (55,60) · Nicholas Brown (51,46) | 3:31,76 |
| 4×100 m vegyesúszás váltó | Kína (CHN) · Li Guangyuan (54,81) · He Yun (1:07,54) · Zhang Yufei (58,28) · Yu Hexin (48,70) | 3:49,33     | Oroszország (RUS) · Irina Prikhodko (1:02,39) · Anton Chupkov (1:00,86) · Aleksandr Sadovnikov (52,69) · Daria Ustinova (54,92) | 3:50,86 | Ausztrália (AUS) · Amy Forrester (1:02,11) · Grayson Bell (1:02,52) · Nicholas Brown (53,32) · Ami Matsuo (54,50) | 3:52,45 |